# Burg Niederhofen

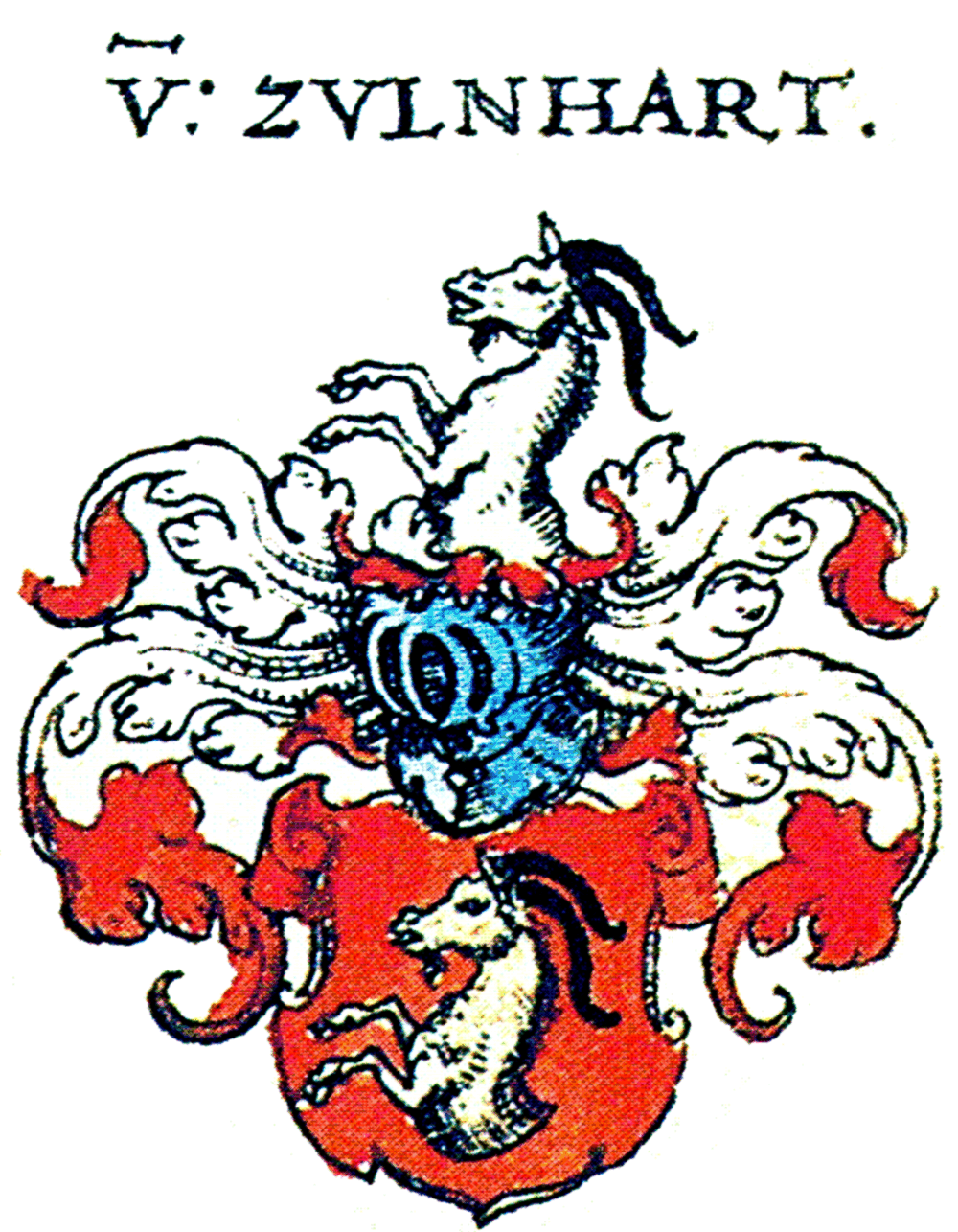
Wappen derer von Zülnhart

Die Burg Niederhofen (auch Seeburg) ist eine abgegangene mittelalterliche Befestigungsanlage in Stuttgart-Bad Cannstatt. Über die Geschichte der Burg ist nicht mehr viel bekannt. Die Anlage gehörte zu dem abgegangenen Weiler Niederhofen. 

## Lage
Der Weiler Niederhofen befand sich im nordöstlichen Stadtgebiet, etwa an der Stelle der heutigen Kuranlagen. Nach dem Historiker Harald Schukraft lag die Burg im Bereich des Junobrunnens. Vom 14. bis zum 19. Jahrhundert lautete der Flurname in dem Bereich Burgstall.

## Geschichte
Wer die Burg einst errichtete, ist nicht bekannt. Adlige von Cannstatt werden schon im frühen 12. Jahrhundert im Hirsauer Codex erwähnt. Cannstatt kam schon früh unter die Oberhoheit des Hauses Württemberg. 1146 findet sich bereits ein Werner von Cannstatt im Gefolge der Grafen von Württemberg. Später erscheinen die Geschlechter Gramm von Uffkirchen, von Stein, Känlin und Schilling von Cannstatt. Wahrscheinlich wurde die Burg, wie die meisten Stuttgarter Befestigungen, durch Truppen des Königs Rudolf von Habsburg zerstört, der 1287 einen Feldzug gegen Graf Eberhard den Erlauchten führte. Endgültig abgegangen ist die Burg jedoch erst 1356. Zuletzt war Grundstück und Burgstall im Eigentum des Lutz von Zülnhart.